# Sylvie Derenne
Pour les articles homonymes, voir Derenne.
Sylvie Derenne, née le 10 juillet 1959, est une géochimiste et directrice de recherches française, spécialiste de la géochimie organique. Elle reçoit la médaille d'argent du CNRS en 2008.

## Biographie
Sylvie Derenne fait des études de sciences physiques et obtient le CAPES en physique-chimie. Entre 1978 et 1983, elle intègre l'École normale supérieure de Fontenay-aux-Roses et entre parallèlement à l'Université Paris-Sud où elle obtient un master 1. Elle décroche l'agrégation en 1981 puis son master 2 en chimie organique en 1982. Elle mène des recherches sur les torbanites à l'Université Pierre-et-Marie-Curie sous la direction d’Éliette Casadevall. Elle montre que la matière organique dans la torbanite provient de restes végétaux microscopiques, semblables en apparence à l'algue verte botryococcus braunii. Elle soutient sa thèse de doctorat en 1988. En 1994, elle obtient son habilitation universitaire.
En 1984, elle entre au CNRS en tant que chargée de recherche et en 2000, elle devient directrice de recherches. Elle mène ses recherches au laboratoire Milieux environnementaux, transferts et interactions dans les hydrosystèmes et les sols (METIS) à Sorbonne Université,.
Les travaux menés par Sylvie Derenne ont démontré le rôle des parois cellulaires des microalgues dans la formation de la matière organique sédimentaire ayant la capacité de contenir du pétrole. Elle s'intéresse également à la chimie des météorites et notamment les chondrites carbonées. Ses recherches montrent que celles-ci se sont formées par condensation de petites unités organiques en phase gazeuse.

## Distinctions
- 2019 : Médaille Alfred Treibs de la Geochemical Society, la plus haute récompense en géochimie organique[5],[7]
- 2009 : Prix Grammaticakis-Neumann de chimie de l'académie des sciences[8]
- 2008 : médaille d'argent du CNRS[1]

## Publications et ouvrages (sélection)
- (en-US) Sylvie Derenne et Claude Largeau, « A Review of Some Important Families of Refractory Macromolecules : Composition, Origin, and Fate in Soils and Sediments », Soil Science, vol. 166, no 11,‎ novembre 2001, p. 833 (ISSN 0038-075X, lire en ligne, consulté le 21 août 2023)

- (en) E. W Tegelaar, J. W de Leeuw, S Derenne, C Largeau et al., « A reappraisal of kerogen formation », Geochimica et Cosmochimica Acta, vol. 53, no 11,‎ 1er novembre 1989, p. 3103–3106 (ISSN 0016-7037, DOI 10.1016/0016-7037(89)90191-9, lire en ligne, consulté le 21 août 2023)

- (en) avec J. I Hedges, G Eglinton, P. G Hatcher, D. L Kirchman et al., « The molecularly-uncharacterized component of nonliving organic matter in natural environments », Organic Geochemistry, vol. 31, no 10,‎ 1er octobre 2000, p. 945–958 (ISSN 0146-6380, DOI 10.1016/S0146-6380(00)00096-6, lire en ligne, consulté le 21 août 2023)

- (en) C. Largeau, S. Derenne, E. Casadevall, A. Kadouri et al., « Pyrolysis of immature Torbanite and of the resistant biopolymer (PRB A) isolated from extant alga Botryococcus braunii. Mechanism of formation and structure of torbanite », Organic Geochemistry, vol. 10, no 4,‎ 1er janvier 1986, p. 1023–1032 (ISSN 0146-6380, DOI 10.1016/S0146-6380(86)80041-9, lire en ligne, consulté le 21 août 2023)
- (en) Sylvie Derenne, Claude Largeau, Eliette Casadevall et Françoise Lauprêtre, « Structural analysis of two Torbanites at different evolutionary stages: Investigation of the quantitative reliability of fa determination by 13C CP/MAS n.m.r. », Fuel, vol. 66, no 8,‎ 1er août 1987, p. 1084–1090 (ISSN 0016-2361, DOI 10.1016/0016-2361(87)90305-X, lire en ligne, consulté le 21 août 2023)